# 语义双关
语义双关 (Equivocation) 是一種非形式謬誤。在亞里斯多德的辨谬篇讨论了该謬誤。该謬誤用到了雙關語X。逻辑形式： 在前提中，术语X用于表示Y， 结论中的术语X用于表示Z。
  具体的例子可参见文献。